# Clément Davy
Clément Davy (Fougères, 17 de julho de 1998) é um ciclista francês que compete com a equipa Groupama-FDJ.

## Biografia

### Estreia no ciclismo e corridas amadores
Clément iniciou-se no ciclismo aos seis anos, na categoria alevín, no Bocage Cycliste Mayennais, clube do que era sócio seu irmão maior Corentin.
Em setembro de 2013 ingressou na secção de estudos desportivos do liceo Saint-Thomas-d'Aquin de Flers (Orne), onde obteve o bachrelato três anos depois.
Em 2014, em categoria cadete, ganhou o campeonato da França de perseguição e corrida por pontos no velódromo de Hyères.
Durante 2018 ganhou o Grande Prêmio Ou, a primeira etapa do Circuit du Mené e a segunda da Boucle de l'Artois por adiante do expiloto profissional espanhol Adrià Moreno e Clément Champoussin. No segundo semestre, foi contratado como pasante pela equipa Groupama-FDJ. Interessado por seu perfil e seu rendimento, Marc Madiot ofereceu-lhe um contrato profissional com a equipa continental que montou em 2019.

### Carreira profissional

#### 2019-2020: a estreia com a equipa continental de Groupama-FDJ
Clément começa sua temporada de 2019 em janeiro na pista do Velódromo Regional Coberto Jean-Stablinski em Roubaix durante uma rodada da Copa de France Fenioux. Ocupa o terceiro lugar na corrida americana com seu novo parceiro Morgan Kneisky, segundo no scratch e quarto no omnium. Ainda na pista, foi selecionado para a seleção francesa no primeiro quarto e participou na última rodada da Copa do Mundo, bem como nos campeonatos do mundo. Em julho ganhou três etapas do Tour de Martinica mas teve que abandonar esta corrida depois de uma queda. Ao final da temporada, terminou terceiro no Chrono des Nations sub-23.
A pandemia de COVID-19 que assolou a França e a conseguinte cancelamento de competições não lhe permitiram obter resultados significativos na primeira metade de 2020. Em agosto, ganhou uma etapa e a classificação geral da Saint-Brieuc Agglo Tower em frente a Kévin Vauquelin. No mesmo mês, ocupou o décima-quinto posto no campeonato de France de contrarrelógio e depois o décimo no campeonato da Europa desta especialidad entre os sub-23. Ao igual que seus colegas de equipa Jake Stewart e Lars van den Berg, assinou um contrato de dois anos com a equipa Groupama-FDJ ao final da temporada. Em setembro de 2022, a equipa anunciou que seu contrato foi estendido até final do ano 2025.

## Palmarés
- Ainda não tem conseguido vitórias como profissional.

## Resultados em Grandes Voltas
| Corrida | Corrida         | 2019 | 2020 | 2021 | 2022  | 2023 |
| ------- | --------------- | ---- | ---- | ---- | ----- | ---- |
|         | Giro d'Italia   | —    | —    | —    | 144.º | —    |
|         | Tour de France  | —    | —    | —    | —     | —    |
|         | Volta a Espanha | —    | —    | —    | —     |      |

―: não participa
Ab.: abandono

## Equipas
- Groupama-FDJ (stagiaire) (08.2018-12.2018)
- Groupama-FDJ Continental (2019-2020)
- Groupama-FDJ (stagiaire) (08.2020-12.2020)
- Groupama-FDJ (2021-)